# Karl Pinnow
Karl Pinnow (* 20. Februar 1895 in Berlin; † 2. Dezember 1942 im Konzentrationslager Dachau) war ein Widerstandskämpfer gegen das nationalsozialistische Regime unter Adolf Hitler.

## Leben

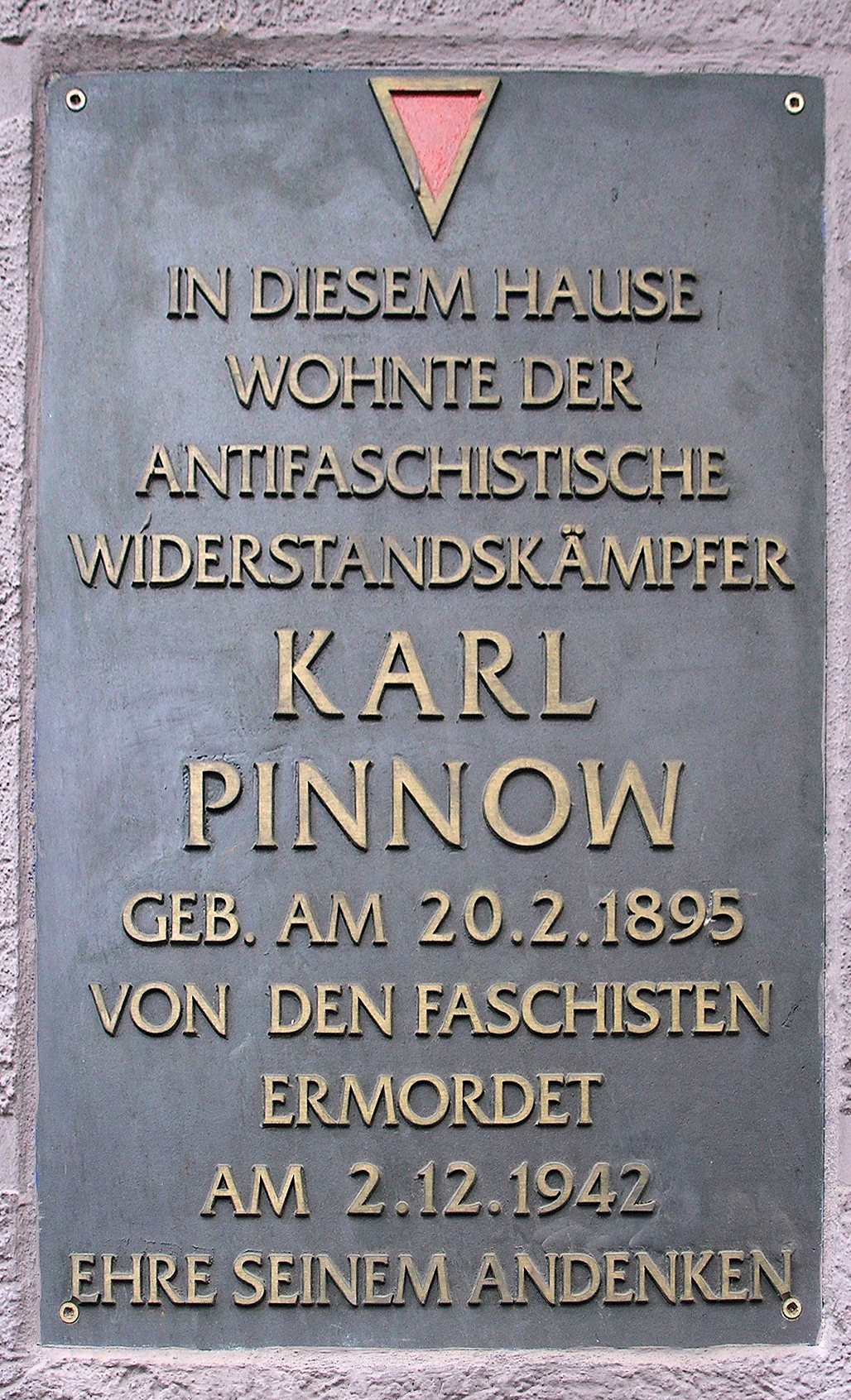
Gedenktafel am Haus Kopernikusstraße 19

Karl Pinnow lebte in Berlin-Friedrichshain in der Kopernikusstraße 19, wo heute eine Gedenktafel angebracht ist. Er war Mitglied der Kommunistischen Partei Deutschlands (KPD) und Mitarbeiter der Roten Fahne. 1934 wurde er wegen Widerstands gegen das NS-Regime zu zweieinhalb Jahren Haft verurteilt. 1941 wurde er erneut von der Gestapo verhaftet und ins Konzentrationslager Dachau überführt. Hier kam er 1942 ums Leben.
| Personendaten    | Personendaten                                                                 |
| ---------------- | ----------------------------------------------------------------------------- |
| NAME             | Pinnow, Karl                                                                  |
| KURZBESCHREIBUNG | Widerstandskämpfer gegen das nationalsozialistische Regime unter Adolf Hitler |
| GEBURTSDATUM     | 20. Februar 1895                                                              |
| GEBURTSORT       | Berlin                                                                        |
| STERBEDATUM      | 2. Dezember 1942                                                              |
| STERBEORT        | Konzentrationslager Dachau                                                    |